# 中島武市
中島 武市（なかしま ぶいち、1897年1月30日 - 1978年7月16日）は、日本の実業家・政治家。岐阜県本巣郡土貴野村（現在：本巣市）出身。岐阜市立岐阜商業学校（現在の岐阜県立岐阜商業高等学校の前身）卒業。シンガーソングライターの中島みゆきは孫（武市の長男の第一子）。

## 経歴
実父は大垣藩士の家系の士族であったが早世し、母の再婚先の商家・中島家で育てられた。母の兄は初代大蔵次官を務めた男爵・郷純造。純造の次男が日商会頭の郷誠之助。武市と誠之助は従兄弟同士にあたる。「拓聖 依田勉三傳」に中島武市の伝記も収録されている。
幼少期は貧しく小学校卒業後に村役場で用務員を務めていたこともある。1914年に岐阜商業学校を卒業した後、大阪の呉服問屋に丁稚奉公に出る。その後、名古屋の株屋を経て北海道に渡り、旭川で書店に勤める。その後帯広に移り、1920年に「古着商中島商店」を開くが、間もなく屋号を「みつわ屋」と改める。1921年頃に結婚、1924年に長男・真一郎（中島みゆきの父）が生まれる。
1936年に帯広商工会の副会頭になり、1939年には帯広市実業連合会長・十勝商工会連合会長に就任する。1942年には帯広市議会議員に当選した。1943年9月には帯広商工会議所会頭（1950年11月まで）となる（1943年10月から1946年9月までは北海道商工経済会帯広支部長）。
戦後、1947年の第1回参議院議員通常選挙で北海道から日本自由党公認で立候補したが落選する。1954年には帯広ロータリークラブ会長も務めている。
1955年8月に帯広市長選挙に出馬するが落選する。1959年には帯広市議会議員に返り咲き、1963年から帯広市議会議長を務める。1965年には全国市議会議長会常任理事、翌1966年には同代表監事に就任した。
1978年に死去。

## 顕彰
1941年に紺綬褒章を受章。1969年には旧糸貫町の名誉町民第1号に認定された。
帯広市にある中島公園は、武市が帯広開拓の功労者・依田勉三の功績を後世に遺す目的で銅像を寄贈した篤志を称えて、帯広市長が武市の名を公園名にしたものである。現在、武市の胸像が西本願寺帯広別院に建立されている。また、同様の銅像が本巣市早野の土貴野神社脇にある、戦没者鎮魂の碑のある広場にも建立されている。